# Yan Jun Lu
Yan Jun Lu (romanización del chino simplificado: 陆燕君 chino tradicional: 陸燕君 (1962) es un botánico chino, siendo especialista taxonómico en la familia Pinaceae; y en especial el género Abies, publicando habitualmente en Acta Phytotaxonomica Sinica, y en J. Int. Conifer Preserv. Soc.
- La abreviatura «Y.J.Lu» se emplea para indicar a Yan Jun Lu como autoridad en la descripción y clasificación científica de los vegetales.[2]